# José Basco y Vargas

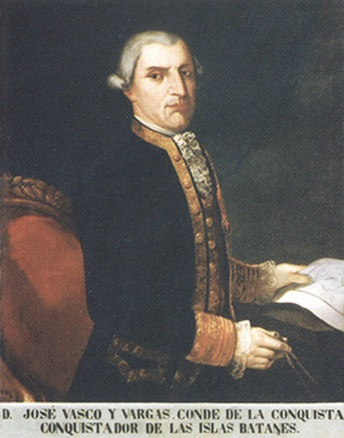
José Basco y Vargas, gobernador y capitán general de las islas Filipinas.

José Basco y Vargas (Ronda, 1733-1805) fue un militar español, gobernador y capitán general de las Islas Filipinas. Brigadier de la Real Armada, conquistó para la Corona Española el archipiélago de las islas Batanes, circunstancia que, junto con su brillante actuación durante el ejercicio de sus funciones (1776-1787) entre otros reconocimientos, motivó que el rey Carlos IV le otorgara el título de Castilla de conde de la Conquista de las Islas Batanes. 

## Biografía
José de Basco y Vargas Valderrama y Rivera fue caballero de la Orden de Santiago y brigadier de la Real Armada, y tomó posesión de su cargo como gobernador y capitán general de las islas Filipinas el mes de julio de 1778. 
Desde el comienzo de su mandato, y durante más de un año, tuvo diferencias con los miembros de la Real Audiencia de Manila, los cuales no consideraron idóneo su nombramiento.
Sus deseos de reforma se manifestaron desde el primer momento. De este modo, y hasta el final de su mandato, ordenó la plantación en Camarines de más de cuatro millones de moreras, mejoró las condiciones en las escuelas, reparó las fortificaciones de Manila y de otros puntos estratégicos -como Mindanao y Bisayas-, reorganizó el ejército, creó y apoyó a la Real Sociedad Económica de Amigos del País de Manila, estableció el estanco del tabaco (1782), promovió la implantación del sistema de intendencias, introdujo el estanco de la pólvora (1786), organizó varias operaciones de conquista y pacificación de la región de los igorotes de Luzón y de las islas Batanes, y combatió duramente a la piratería malayo-mahometana, entre otras muchas actuaciones.
Tras cesar por voluntad propia, embarcó rumbo a la península a fines de noviembre de 1787. El 21 de enero de 1789, el rey Carlos IV le concedió en premio a sus numerosos servicios el título de conde de la Conquista de las Islas Batanes, gracia a la que añadió los nombramientos de Jefe de Escuadra y Gobernador de Cartagena.
Su labor de gobierno ha sido reputada como una de las más brillantes en la historia de la Gobernación y Capitanía General de las Islas Filipinas.[cita requerida]
Destaca su trascendente labor en el plano económico, al ser el artífice del establecimiento de las rentas insulares. Fruto de su buena gestión financiera fue el envío de 150 000 pesos que realizó en 1784, en la fragata Nuestra Señora de la Asunción como contribución a los gastos generales de la Corona.
Basco Vargas sentó las bases para el despegue de la agricultura de exportación filipina con una política de tolerancia hacia la actividad, en teoría ilegal, de los comerciantes extranjeros, principalmente ingleses y norteamericanos que acudían a Manila para completar sus cargamentos de productos tropicales (azúcar, abacá, índigo), como una escala más en su cabotaje por el mar de la China. 
También fue el responsable de la puesta en marcha del monopolio del tabaco en Filipinas, garante durante un siglo de la financiación de los costes burocráticos y militares de la presencia española en las islas. Esta situación debía mucho a la exitosa gestión de José Basco y Vargas como gobernador general del archipiélago entre 1776 y 1787.